# Andrei Berki
Andrei Berki (ur. 7 listopada 1952 w Sângeorgiu de Mureș) – rumuński łucznik, uczestnik Letnich Igrzysk Olimpijskich w Moskwie w 1980.

## Igrzyska olimpijskie
Andrei Berki, uczestniczył w debiutanckim występie reprezentacji Rumunii w łucznictwie na igrzyskach olimpijskich. Zajął 15. miejsce na 38 startujących zawodników w turnieju indywidualnym mężczyzn.